# Архитектура домонгольского Смоленска

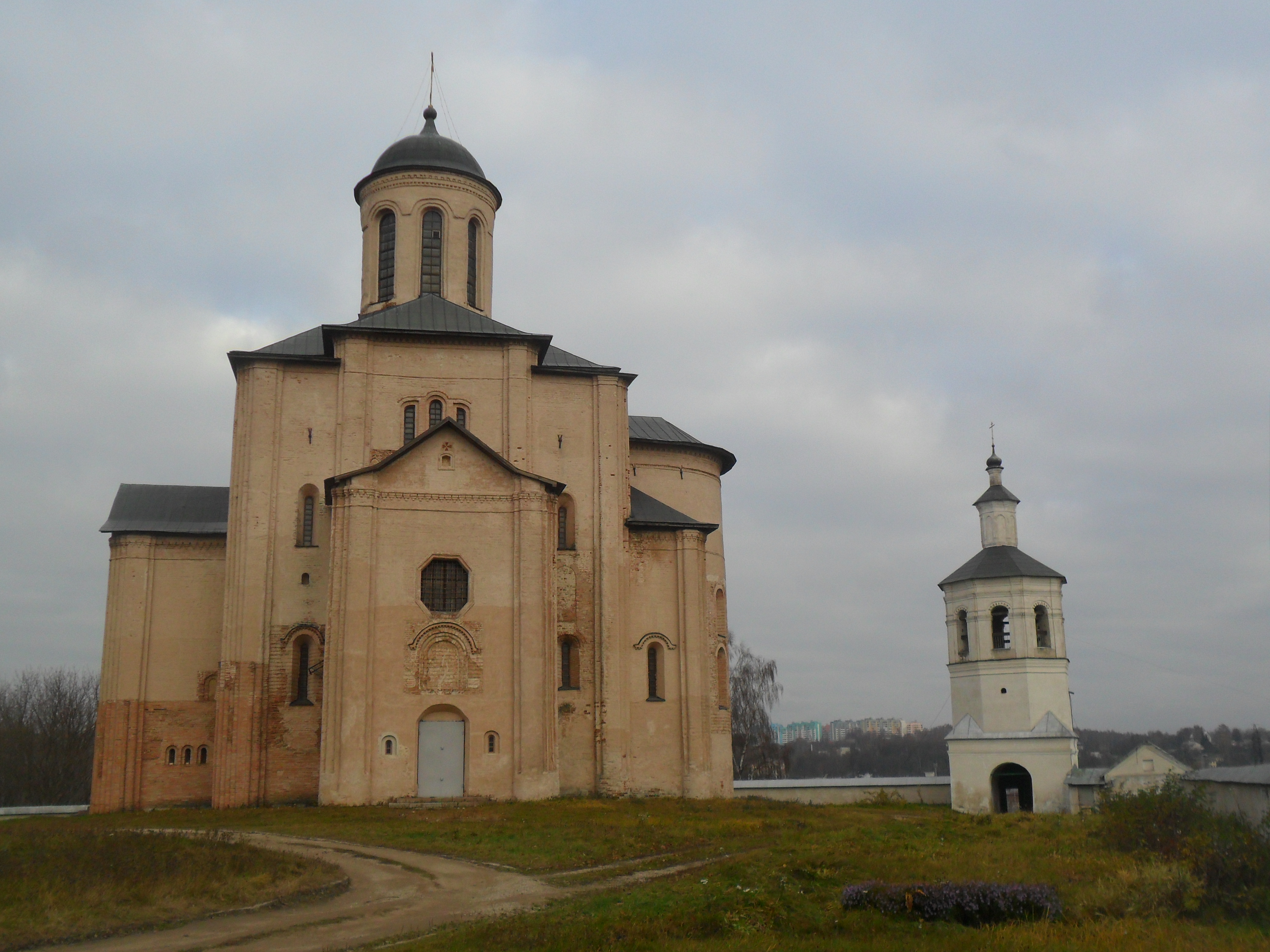
Свирская церковь — центральный памятник смоленской школы — в первоначальном виде создавала «эффект динамически напряженной композиции, торжествующего взлёта» (П. А. Раппопорт).

Каменное зодчество Смоленского княжества начинается с постройки в первые годы XII века Мономахова собора — главного городского храма, судя по всему, всецело находившегося в русле строительной традиции Киевской Руси. После распада киевской державы (1132) и сорокалетнего перерыва строительная деятельность в княжестве возобновилась, первоначально благодаря пришлым зодчим из Чернигова либо Киева.
С возведения Свирской церкви в княжеской резиденции на Смядыни начинается самобытный период в истории смоленского зодчества, связанный, по-видимому, с переездом в город строительных кадров из Полоцка (см. архитектура Полоцкого княжества), которые принесли с собой непривычную для византийской традиции столпообразную форму храма, по-готически устремлённого ввысь. Среди столиц русских княжеств в конце XII века Смоленск занимал по масштабу строительных работ первое место. Раскопками открыто не менее полутора десятков памятников, от которых сохранились либо нижние части стен, либо одни фундаменты. Не менее чем на половину высоты уцелели только три памятника смоленского зодчества: помимо храма на Смядыни, это более ранние церкви Петропавловская и Богословская. Особенность Смоленского княжества в том, что в других центрах княжества каменное строительство не велось (по крайней мере, следов его не обнаружено).
Неизвестную страницу древнерусского зодчества — формирование в Полоцке и Смоленске своеобразного аналога западноевропейской готики — позволили восстановить исследования Н. Н. Воронина, проведённые в послевоенное время. Они позволяют заключить, что полоцко-смоленская модель столпообразного храма получила большую популярность и в других землях. Смоленские зодчие строили в Новгороде, Пскове и, вероятно, в Рязани. Теперь уже Чернигов учился у Смоленска, а не наоборот. Возведением столпообразных храмов в землях Ольговичей занимался талантливый зодчий Пётр Милонег. В самом же Смоленске каменное строительство прервалось страшным мором 1230-х годов, за которым последовало татаро-монгольское нашествие. Тем не менее влияние смоленско-полоцкой модели храма ощутимо и в первых каменных постройках Московского княжества, таких, как Успенский собор Ивана Калиты:

Не исключено, что если бы развитие «высотной» архитектуры не было прервано ордынским вторжением, то Русь узнала бы нечто родственное готике. По крайней мере, готические элементы в храмах «башнеобразного» типа имеются.— Г. К. Вагнер
| Название и местонахождение                                          | Время постройки                              | Степень сохранности | Архитектурная характеристика | Фото |
| ------------------------------------------------------------------- | -------------------------------------------- | --- | --- | ---- |
| Постройки великих князей Киевских (начало XII века)                 |                                              | | |      |
| Успенский собор (Мономахов)                                         | Заложен Владимиром Мономахом в 1101.         | Здание было разобрано в 1674—1675 годах, на его месте возведён существующий Успенский собор. | План не установлен, так как фундаменты скрыты под ныне существующим шестистолпным собором. Предположительно, строился киевскими мастерами по одним лекалам с другими памятниками Мономахова правления (соборы в Суздале и Переяславе, церковь Спаса на Берестове). |      |
| Постройки черниговско-киевской школы (середина XII века)            |                                              | | |      |
| Борисоглебский собор Смядынского монастыря                          | Заложен в 1145 году Ростиславом Мстиславичем | Не сохранился. | Одноглавый шестистолпный храм черниговско-киевского типа, с лестницей на хоры в толще стены и полуколоннами на наружных пилястрах. Предположительно, работа черниговско-киевской бригады, перебравшейся в Смоленск. С трёх сторон храм окружали гульбища, пристроенные в конце века. Относительно декора известно о существовании стенописи и пола из поливной керамики. |      |
| Церковь Петра и Павла на Городянке                                  | 1150-е годы                                  | В XVII веке храм переоборудован в костёл, а в XVIII веке вновь перестроен с пристройкой тёплой церкви. Разрушен во время боёв за Смоленск в 1943 году. В 1962-63 реставрирован в предполагаемых первоначальных формах по проекту П. Д. Барановского. | Четырёхстолпный одноглавый храм черниговского пошиба. Отсутствие штукатурки раскрывает взору подлинную фактуру равнослойной кирпичной кладки стен. Нарядный декор: аркатурный пояс, бегунец на угловых лопатках, выложенные из кирпичей рельефные кресты. На барабане — полосы арочек и керамических вставок в виде нишек с килевидным завершением. Галереи-усыпальницы пристроены ближе к концу века; не сохранились. |      |
| Церковь Иоанна Богослова на Варяжках                                | 1170-е                                       | Сохранился до половины своей первоначальной высоты. | Четырёхстолпный одноглавый храм, в плане почти идентичен церкви на Городянке. Сразу же после постройки с трёх сторон сооружены галереи (ныне утраченные). |      |
| Церковь в Перекопном переулке                                       |                                              | Не сохранился. | Повторяет план Петропавловской и Богословской церквей. |      |
| Васильевская церковь Смядынского монастыря                          | 1180-е                                       | Не сохранился. | Четырёхстолпный одноглавый храм без лопаток на внутренних стенах. |      |
| Дворцовая княжеская церковь                                         | 1160-е                                       | Не сохранился. | Просторная бесстолпная церковь с тремя апсидами. На наружных фасадах — плоские лопатки, имитирующие обычное для четырёхстолпного храма членение. Обычное купольное завершение маловероятно из-за слишком широкого интерьера (хотя своды имелись). Конструкция перекрытия этого необычного сооружения остается неизвестной. |      |
| Смоленская ротонда                                                  |                                              | Не сохранился. | Немецкая божница скандинавского типа, диаметром около 18 метров, с четырьмя тесно поставленными столбами в середине. Чужеродная вставка в смоленское зодчество, не получившая продолжения. |      |
| Каменный терем деревянного княжеского дворца                        |                                              | Не сохранился. | Сооружение в плане прямоугольное. Археологические находки указывают на богатство убранства. |      |
| Постройки полоцко-смоленской школы (конец XII века)                 |                                              | | |      |
| Дворцовая Свирская церковь на Смядыни                               | 1180-е                                       | Сохранилась на высоту до сводов. На плане Гондиуса (1634) показана без завершения. Видимо, восстановлена при Алексее Михайловиче; переосвящена в 1713 г. Во время перестройки были переложены своды и верха стен (за вычетом боковых прясел фасада). | Столпообразный четырёхстолпный храм о трех притворах, в целом повторяющий план церкви в Полоцком детинце, вероятно, произведение одного мастера. Высокий центральный объём храма (около 33 метров) со всех сторон подпирается более низкими объёмами, вследствие чего создается невиданная доселе динамическая ступенчатость композиции. К подсобным объёмам относятся одна полукруглая апсида в окружении боковых — пониженных и прямоугольных. С северной и южной сторон ту же функцию выполняют притворы, снабженные маленькими апсидками. Все три притвора впервые открываются прямо внутрь храма, что работает на слитность интерьера, подчиненного композиции экстерьера. Высота и острота пропорций храма усиливается огромным количеством вертикальных членений по корпусу здания. Создают их сложнопрофилированные пилястры — не просто двухуступчатые, а усложнённые введением тонких полуколонок. Значительный вынос пилястр, сильно выступающая апсида и притворы придают зданию почти скульптурную выразительность. Фасады изначально завершались не тремя закомарами, как теперь, а кривой трехлопастного очертания. Очень высокий барабан имел в основании декоративные трехлопастные кокошники. Идея столпообразного храма с подчёркнутой вертикальностью композиции была выражена в этом исключительном памятнике предельно ярко. |      |
| Собор Троицкого монастыря на Кловке                                 | Конец XII века                               | Не сохранился. | Столпообразный четырёхстолпный храм с тремя притворами. От Свирского отличается только меньшими размерами абсидной части и усложнением профилировки пилястр. Центральная апсида полукруглая, зажата между пониженными прямоугольными. |      |
| Собор Спасского монастыря в Чернушках                               | Конец XII века                               | Не сохранился. | Столпообразный четырёхстолпный храм с единственным (западным) притвором. С севера и юга к его восточным углам примыкают часовни с самостоятельными апсидками. Центральная полукруглая апсида сильно выступает в сравнении с окружающими её пониженными прямоугольными. |      |
| Пятницкая церковь                                                   | Конец XII века                               | Не сохранился. | Столпообразный четырёхстолпный храм наподобие Свирской церкви, от которой отличается отсутствием боковых приделов и наличием единственного притвора с запада. Центральная апсида полукруглая, сильно выступающая, боковые апсиды пониженные прямоугольные. |      |
| Церковь на Малой Рачевке                                            | Конец XII века                               | Не сохранился. | Столпообразный четырёхстолпный храм без притворов, окружённый с трех сторон ступенчатыми галереями. О вертикальном устремлении свидетельствуют крайне сложная профилировка пилястр и приподнятый над уровнем земли пол. Предполагается, что эту церковь строили те же люди, что и Свирскую. |      |
| Собор на Воскресенской горе                                         | Конец XII века                               | Не сохранился. | Большой шестистолпный храм с галереями и столпообразной композицией объёма, напоминающей Свирскую церковь. Сильно выступающая полукруглая апсида зажата между пониженными прямоугольными. |      |
| Кирилловская церковь на Чуриловке                                   | Конец XII века                               | Не сохранился. | Столпообразный четырёхстолпный храм, повторял план Свирской церкви без приделов и галерей. На оси пилястр вместо тонкой полуколонки помещена узкая прямоугольная тяга (присутствующая также в Пятницкой церкви и храме на Воскресенской горе). |      |
| Смоленские храмы с тремя прямоугольными апсидами (начало XIII века) |                                              | | |      |
| Большой собор на Протоке                                            | Около 1200 года                              | Не сохранился. Обнаружена и зафиксирована живопись (имитация декоративных тканей, струйчатый орнамент) на высоту до трех метров. | Четырёхстолпный храм с тремя прямоугольными апсидами, оформленными изнутри в виде очень пологой криволинейной кривой. Галереи очень широкие. С запада к ним примыкает обособленный притвор, а с севера и с юга (на западных углах) стоят четырёхстолпные часовни с прямоугольной и полукруглой апсидами, соответственно. Профилировка пилястр не столь сложная и начинается не с самого низа, образуя в основании массивный цоколь. |      |
| Церковь на Окопном кладбище                                         | Начало XIII века                             | Не сохранился. | Четырёхстолпный храм, сходный с предыдущим прямоугольными апсидами и системой профилировки, а также по характеру кладки и формовки кирпича. Предположительно, работа тех же мастеров, что и собор на Протоке. |      |
| Церковь на Большой Краснофлотской                                   | Начало XIII века                             | Не сохранился. | Крохотный храмик с тремя прямоугольными апсидами, оформленными изнутри в виде очень пологой криволинейной кривой. Предположительно, работа тех же мастеров, что и собор на Протоке. |      |
| Постройки смолян за пределами Смоленска                             |                                              | | |      |
| Церковь Параскевы-Пятницы на Торгу, Великий Новгород                | 1207                                         | Сохранилась примерно на две трети высоты. Завершение выполнено местными новгородскими строителями, но не сохранилось в первоначальном виде. | Столпообразный шестистолпный храм о трех притворах, копирующий строго центрированный крестообразный план Свирской церкви. Абсид не три, а одна, но сильно вынесенная на восток. Подкупольные столбы не крестчатые, а круглые. Завершение фасадов трехлопастное. Судя по профилировке и прочим деталям, строительство курировал зодчий собора на Кловке. |      |
| Троицкий собор (Псков)                                              |                                              | Не сохранился. | Собор в Псковском кроме перестроен смолянами в вертикальное ступенчатое сооружение, простоявшее до XVII века. |      |
| Церковь на Вознесенском спуске в Киеве                              |                                              | Не сохранился. | В плане — полное повторение смоленских храмов; однако исполнение киевское. |      |
| Спасская церковь, Старая Рязань                                     |                                              | Не сохранился. | Вторит плану Свирской церкви. Техника исполнения также смоленская, что позволяет предположить возведение храма смоленской артелью. |      |
| Церковь в Новом Ольговом городке, Старая Рязань                     |                                              | Не сохранился. | Большой шестистолпный храм с галереями и столпообразной композицией объёма, напоминающей Свирскую церковь. Сильно выступающая полукруглая апсида зажата между пониженными прямоугольными. |      |

## См. также

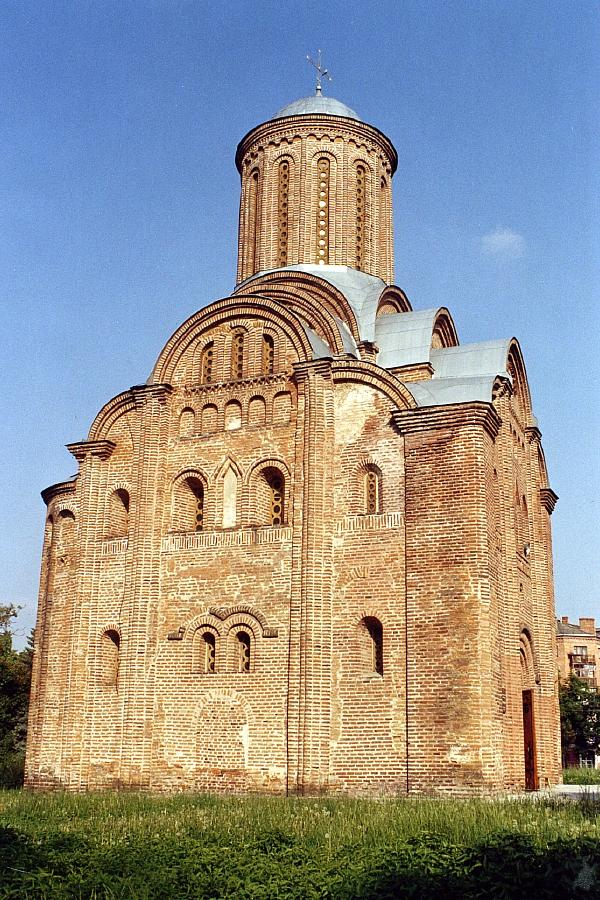
Примерно так выглядели смоленские храмы конца XII — начала XIII веков.
Церковь Параскевы Пятницы (Чернигов)